# Bahiaxenos relictus
Bahiaxenos relictus – gatunek wachlarzoskrzydłych, jedyny znany przedstawiciel rodzaju Bahiaxenos i rodziny Bahiaxenidae. Został opisany na podstawie imago samca, złapanego w Brejo Zacarias, gminie Pilão Arcado, stanie Bahia. Przeprowadzona analiza kladystyczna wskazuje, że jest najbardziej bazalnym ze znanych przedstawicieli rzędu. Jej autorzy sugerują, że Bahiaxenos relictus jest reliktem wydm rzeki São Francisco. 
Opisany owad ma całkowitą długość 2,7 mm, kolor żółtawy-jasnobrązowy. Oczy złożone składają się z około 60±10 ommatidiów. Cechą odróżniającą Bahiaxenidae od wszystkich znanych współcześnie żyjących wachlarzoskrzydłych jest obecność ośmiu antenomerów i niezredukowanej wargi (labrum).